# Rocawear

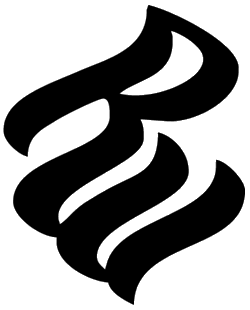
Logo Rocawear

Rocawear – firma odzieżowa, założona w 1999 roku przez Shawna „Jay-Z” Cartera, Damona Dasha i Kareema „Biggs” Burke’a.
Rocawear tworzy odzież, biżuterię, obuwie, a także dodatki: czapki, damskie torebki, okulary przeciwsłoneczne oraz bieliznę i skarpety. Produkty te przeznaczone są dla kobiet i mężczyzn, choć Rocawear sprzedaje także odzież dla dzieci. Większość produktów projektowana dla założonej przez rapera Jaya-Z jest utrzymana w stylu hip-hop, ale można również nabyć np. skórzane kurtki, koszulki polo, a także skórzane paski z logiem ROC na sprzączce. Wśród artykułów dla kobiet znajdują się m.in. bluzy, spódnice, spodnie, a także sukienki, biżuteria, bielizna.
Rocawear odniosła sukces sprzedając odzież „hip-hopową”, sprzedaż osiąga wartość ok. 700 milionów dolarów. 
Rocawear została w roku 2006 całkowicie przejęta przez Jaya-Z, gdy Damon Dash postanowił zrezygnować z udziału w firmie. W 2007 roku Jigga sprzedał markę Rocawear potentatowi odzieżowemu Iconix Brand Group za sumę 204 milionów dolarów. Mimo że oznacza to wiele zmian, to wciąż odpowiedzialny za sprzedaż i rozwój Rocawear będzie Jay-Z.

## Linki sklepów
- Oficjalny Sklep